# Octopus nocturnus
Octopus nocturnus är en bläckfiskart som beskrevs av Norman och Sweeney 1997. Octopus nocturnus ingår i släktet Octopus och familjen Octopodidae. Inga underarter finns listade i Catalogue of Life.